# Natação nos Jogos Pan-Americanos de 2019 - 1500 m livre feminino
As competições dos 1500 metros livre feminino da natação nos Jogos Pan-Americanos de 2019 foram realizadas em 10 de agosto no Centro Aquático Nacional, em Lima, no Peru. 

## Calendário
Horário local (UTC-5).
| Data         | Horário | Fase  |
| ------------ | ------- | ----- |
| 10 de agosto | 11:00   | Final |

## Medalhistas
| Ouro   | ARG Delfina Pignatiello |
| Prata  | CHI Kristel Köbrich     |
| Bronze | USA Rebecca Mann        |

## Recordes
Antes desta competição, os recordes mundiais e pan-americanos da prova eram os seguintes:
| Tipo                             | Atleta            | Tempo    | Local        | Data               |
| -------------------------------- | ----------------- | -------- | ------------ | ------------------ |
|                                  | USA Katie Ledecky | 15m20s48 | Indianápolis | 16 de maio de 2018 |
| Recorde dos Jogos Pan-Americanos |                   | '        |              |                    |

## Resultado final
A final foi realizada em 10 de agosto. 
| Pos.              | Bateria | Raia | Nadador                | Nacionalidade      | Tempo    | Notas |
| ----------------- | ------- | ---- | ---------------------- | ------------------ | -------- | ----- |
| Medalha de ouro   | 2       | 5    | Delfina Pignatiello    | ARG Argentina      | 16:16.54 |       |
| Medalha de prata  | 2       | 4    | Kristel Köbrich        | CHI Chile          | 16:18.19 |       |
| Medalha de bronze | 2       | 6    | Rebecca Mann           | USA Estados Unidos | 16:23.23 |       |
| 4                 | 2       | 3    | Mariah Denigan         | USA Estados Unidos | 16:27.50 |       |
| 5                 | 2       | 2    | Viviane Jungblut       | BRA Brasil         | 16:30.00 |       |
| 6                 | 2       | 8    | Allyson Macías Alba    | MEX México         | 16:35.34 |       |
| 7                 | 2       | 7    | Ana Marcela Cunha      | BRA Brasil         | 16:39.83 |       |
| 8                 | 1       | 4    | Regina Caracas Ramírez | MEX México         | 17:02.06 |       |
| 9                 | 1       | 5    | María Álvarez          | COL Colômbia       | 17:11.21 |       |
| 10                | 2       | 1    | María Bramont-Arias    | PER Peru           | 17:13.47 |       |
| 11                | 1       | 3    | Fanny Sanchez          | PER Peru           | 17:15.85 |       |
| 12                | 1       | 6    | Mariangela Cincotti    | VEN Venezuela      | 18:12.51 |       |

Legenda
| Recorde mundial                  | Recorde mundial (World record)               |                       | Recorde africano                      | Recorde africano (African) |                                           | Q | Classificado por posição (Qualified) |
| Recorde dos Jogos Pan-Americanos | Recorde pan-americano (Pan-American record)  | Recorde da América    | Recorde da América (Americas)         | q                          | Classificado por melhor tempo (Qualified) |   |                                      |
| Melhor marca do ano              | Melhor marca do ano (World leading)          | Recorde asiático      | Recorde asiático (Asian)              | DNS                        | Não largou (Did not start)                |   |                                      |
| Recorde nacional                 | Recorde nacional (National record)           | Recorde europeu       | Recorde europeu (European)            | DNF                        | Não terminou (Did not finish)             |   |                                      |
| Recorde pessoal                  | Recorde pessoal do atleta (Personal best)    | Recorde da Oceania    | Recorde da Oceania (Oceania)          | DSQ / DQ                   | Desclassificado (Disqualified)            |   |                                      |
| Recorde da temporada             | Recorde da temporada do atleta (Season best) | Recorde sul-americano | Recorde sul-americano (South America) | NM                         | Sem marca (No mark)                       |   |                                      |